# Ступна
Ступна је насељено мјесто у општини Шипово, Република Српска, БиХ. Према попису становништва из 1991. у насељу је живјело 275 становника.

## Становништво
Према попису становништва из 1991. године, мјесто је имало 275 становника.
| Националност | 1991.        | 1981. | 1971. |
| Срби         | 238 (86,55%) |       |       |
| Муслимани    | 33 (12,00%)  |       |       |
| Југословени  | 4 (1,45%)    |       |       |
| Укупно       | 275          | '     | '     |